# 오모다카촌
오모다카촌(面高村)은 나가사키현 니시소노기군에 설치된 촌이다. 